# Мезозухії
Мезозухії (Mesosuchia) — велика група наземних, напівводних або повністю водних вимерлих крокодилів. Вони з'явилися в пізньоюрському періоді, до кінця якого представлені вже трьома родинами із Західної Європи, Центральної Азії та Китаю. В крейді мезозухії відомі на всіх континентах, крім Антарктиди. З 11-12 родин мезозухій, зазначених у верхній крейді, три не вимерли разом з динозаврами, а перейшли в кайнозой. Остання мезозухія — спеціалізований наземний хижак Sebecus — трапляється аж до міоцену в Південній Америці. Перехідні форми між мезозухіями й евзухіями з'явилися в ранній крейді. Таким чином, мезозухії були прямими предками евзухій — єдиної сучасної групи крокодилів, проте межа переходу між мезозухіями та евзухіями є нечіткою.

## Загальні морфологічні особливості

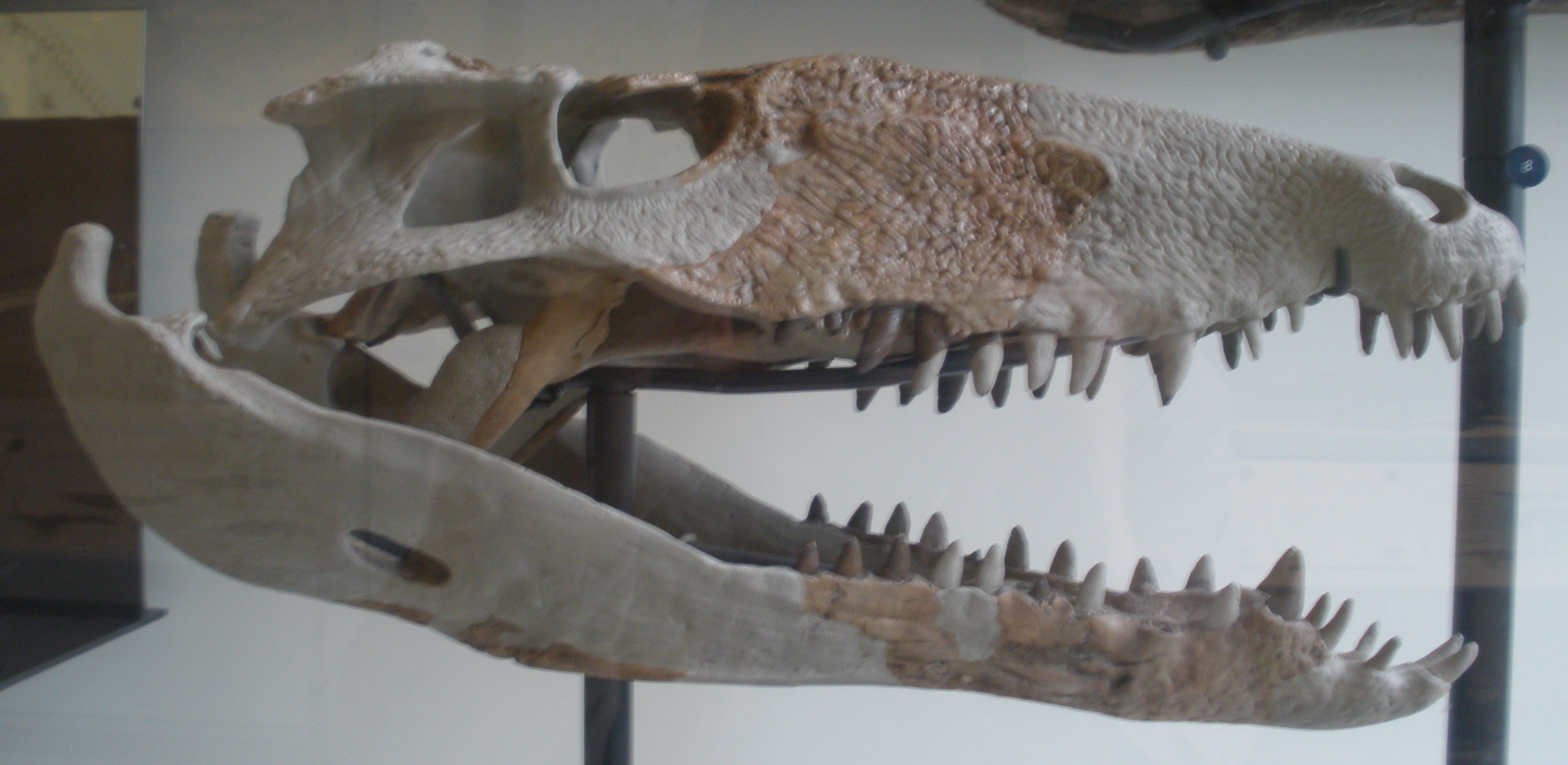
Череп південноамериканського еоценового крокодила Sebecus

Мезозухії відрізняються від рецентних (сучасних) евзухій вкороченим вторинним піднебінням, у якому хоани не оточені птеригоїдами, а також амфіцельністю хребців більшості представників (евзухіі мають процельні хребці). Вторинне піднебіння утворене передщелепною, щелепними і піднебінними кістками; внутрішні ніздрі зазвичай розташовані між піднебінними і крилоподібними кістками. Щелепні кістки іноді з'єднуються дорсально і відтісняють носові кістки від передщелепної. Зовнішні ніздрі зазвичай зливаються. Преорбітальний отвір майже завжди втрачено. Верхня скронева яма велика, і лобова кістка досягає її краю. Заочноямкова дуга часто розташована безпосередньо під шкірою. Лобкова кістка не входить у вертлюжну западину. Панцир зазвичай добре розвинений.

### Водні мезозухіі

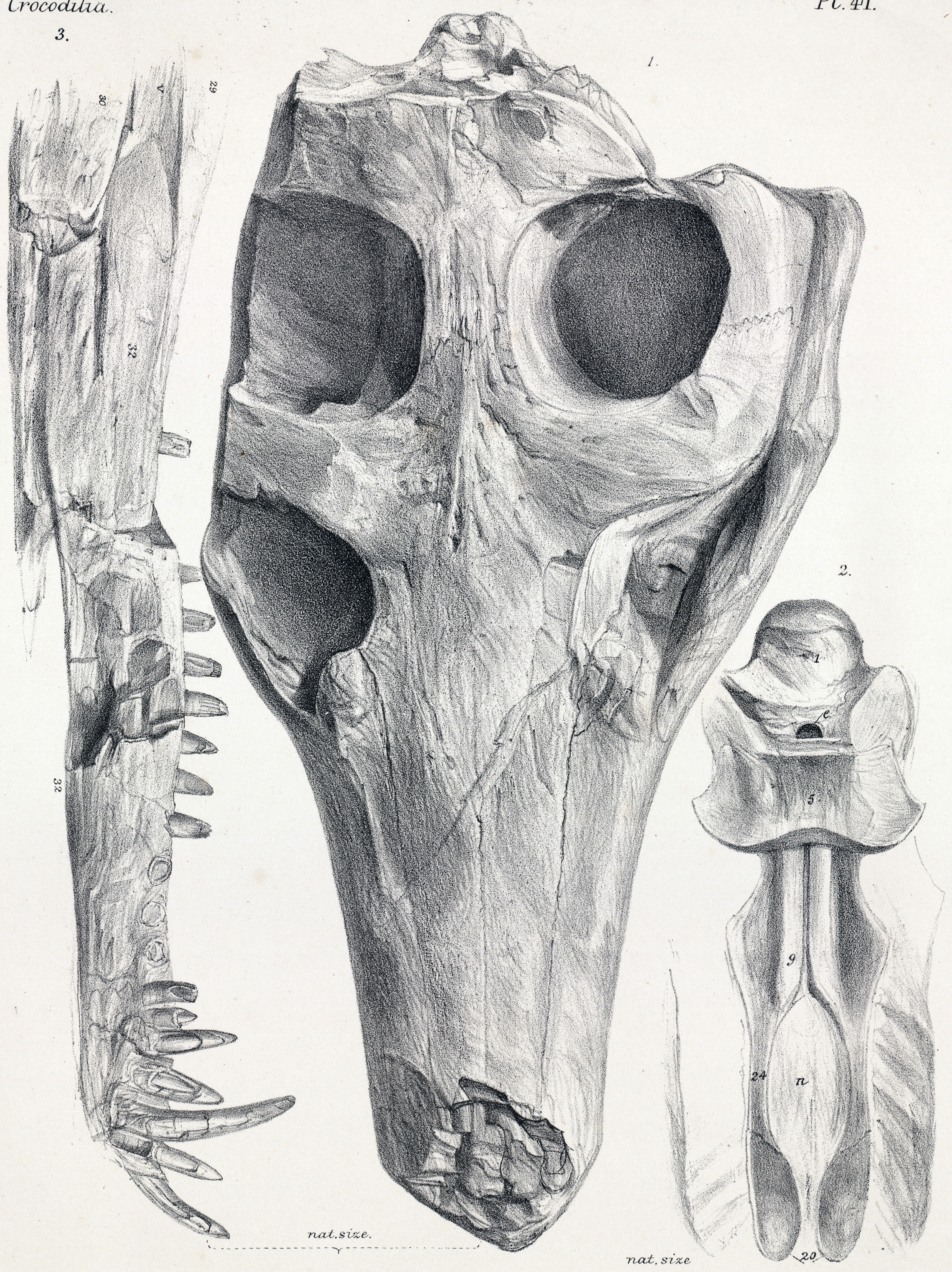
Череп крокодила Pholidosaurus purbeckensis

Перехід від переважно наземних протозухій до спеціалізованих морських мезозухій стався, мабуть, не раніше пізнього лейасу. В нижньо- та верхньолейасових покладах Великої Британії, Німеччини та Франції виявлена схожа фауна іхтіозаврів та плезіозаврів. Ці крокодили майже невідомі в нижньому лейасі, але численні та різноманітні в верхньому.
Дві родини мезозухій були переважно або облігатно водними. Вони мали, мабуть, незалежне походження. Pholidosauridae існували з верхньої юри до верхньої крейди. У них довга морда (це пов'язано з водним типом харчування) з різко зігнутим вниз переднім кінцем, але верхні скроневі отвори дещо менше, ніж у телеозаврів та метріоринхід.
Dyrosauridae відомі з верхньої крейди до еоцену. Подовжена морда в цій групі, швидше за все, розвинулася незалежно, а не успадкована від інших водних форм. Ця родина відома насамперед в Північній та Західній Африці, Саудівській Аравії та Східній Азії, відповідно до країв мезозойського моря Тетіс. Представники роду Hyposaurus мешкали також в Північній і Південній Америці.

### Напівводні і наземні мезозухіі
Goniopholidae з верхньої юри — верхньої крейди та Atoposauridae з верхньої юри — нижньої крейди поширені космополітично й близькі за анатомічною будовою скелета до сучасних крокодилів. За черепом вони загалом нагадують сучасні консервативні форми без подовженої морди, характерної для спеціалізованих водних видів. Хоча гоніофоліди дожили до пізнішого часу, вони зберегли амфіцельні хребці і примітивну будову піднебіння. Серед атопозаврид у Theriosuchus певною мірою процельні хребці, а крилоподібні кістки формують латеральну, але ще не передню, межу хоан. Цей рід, можливо, служить сполучною ланкою з евзухіями.
Дві інших родини, Baurusuchidae (верхня крейда — еоцен) та Sebecidae (палеоцен — міоцен), розташовуються відокремлено. Вони траплялися переважно в Південній Америці і, можливо, мали споріднені форми в Європі та Північній Африці. Відомі в основному залишки черепів з дуже вузькою на відміну від більшості інших крокодилів мордою. Зуби — довгі, стислі з боків, пильчасті леза (ця їхня форма має назву зифодонтної). У себецид вони так нагадують зуби хижих динозаврів, що свого часу використовувалися як доказ присутності останніх у третинному періоді в Південній Америці. Зуби подібної форми відомі також для ранньотретинного евзухієвого крокодила Pristichampsus. Ґрунтуючись на будові зубів, палеонтологи вважають, що себециди були активними наземними хижаками й, можливо, мали в ранньотретинних екосистемах Південної Америки такі ж позиції, що й великі хижі ссавці в інших частинах світу. Оскільки посткраніальний скелет невідомий, ця гіпотеза залишається недоведеною.